# Elliot
Elliot este un oraș din Provincia Eastern Cape, Africa de Sud.